# Підлісно-безсоновські поселення
Підлісно-безсоновські поселення — археологічні пам'ятки над річкою Вядя при її впливі у Суру справа. Археологічний район налічує 12 поселень, що існували від середньокам'яної доби до середньовіччя, — з 5-го тисячоріччя до н. е. до 2-ї половини 1-го тисячоріччя по Р. Х.. Розташовані в районі села Підлісний та райцентру Безсоновки Безсоновського району Пензенського області, що є північними передмістями Пензи.
Арїеологічний район складається з дев'яти селищ Підліснянського археологічного комплексу й трьох селищ Безсонівського археологічного комплексу.
Протягом 5-2-го тисячоріччя до н. е. у низов'ях річчки Вядя відбувався постійний рух різних культурних груп населення. Тоді цей кут був одним з найгустонаселених у межах сучасної Пензенської області. За новокам'яної доби тут проходили інтенсивні контакти лісових племен волзько-камської культури з лісостеповим населенням середньодінської культури, в результаті чого культурно склалися племена, що виготовляли кераміку з гребінчасто-накольчастим орнаментом.

## Дослідження
Поселення Підлісне-1, -2 й -3 відкриті М. Р. Поліських у 1967 році. Інші 9 поселень відкрили і досліджували В. П. Третьяков й О. О. Виборнов у 1979-80 роках та В. В. Ставицький у 1990-93.

## Підлісне-1
Відноситься до середньокам'яної доби — не пізніше 5-го тисячоріччя до н. е.. Пам'ятка повністю зруйнована.

## Підлісне-2
Поселення зрубної КІС — середина 2-го тисячоріччя до н. е..

## Підлісне-3
Поселення волзько-камської культури 4000-3500 років до н. е..

## Підлісне-4
Розкопано В. П. Третьяковим й О. О. Виборнова у 1980 році. Двошарове поселення:
- пізнього періоду волзько-камської культури 3500-3000 років до н. е.:
- приказанскої культури 1500—1000 років до н. е..

## Підлісне-5
Частково розкопано В. П. Третьяковим у 1980 році та В. В. Ставицьким у 1994 році. Багатошарове поселення:
- середньодінської культури 4000-3000 років до н. е.;
- волосівської культури 3000-2000 років до н. е.;
- приказанської культури.

## Підлісне-6
Поселення давньомордвинської культури райннього середньовіччя 500—1000 років.

## Підлісне-7
Поселення розкопано В. В. Ставицьким у 1990 році. Відноситься до середньодонської культури 4000-3500 років до н. е..

## Підлісне-8
Частково розкопано В. В. Ставицьким у 1990 році. Поселення зрубної культурт 1500—1000 років до н. е..

## Підлісне-9
Поселення городецької культури 200 року до н. е. — 200 року по Р. Х..

## Безсоновка-1
Поселення багатошарове:
- волзько-камської культури 4000-3500 років до н. е.;
- балахнинської культури 3500-3000 років до н. е.;
- волосівської культури 3000-2000 років до н. е..

## Безсоновка-2
Частково розкопано В. В. Ставицьким у 1990 році. Багатошарове поселення:
- волзько-камської культури 4000-3000 років до н. е.;
- балановської культури 2000—1800 років до н. е.;
- поздняковської культури 1500—1000 років до н. е..

## Безсоновка-3
Багатошарове поселення:
- волзько-камської культури 4000-3500 років до н. е.;
- волосівської культури 3000-2000 років до н. е.;
- приказанскої культури 1500—1000 років до н. е..